# Adsorptionskoeffizient
Der Adsorptionskoeffizient KOC gibt das Verhältnis der Konzentration des Stoffes im Boden (cBoden) zu der Konzentration des Stoffs in der wässrigen Phase (cWasser) im Adsorptionsgleichgewicht bezüglich des Anteils an organischem Kohlenstoff im Boden an.
Durch ihn werden die Adsorptions- und Desorptionseigenschaften von Stoffen in der Umwelt angegeben. Adsorption ist die Ansammlung/Anreicherung von Stoffen an Bodenoberflächen, Desorption ist das Lösen/Entfernen von Stoffen von Bodenoberflächen. Im Boden adsorbiert der Stoff an den enthaltenen organischen Kohlenstoffverbindungen. Die beiden Sorptionsvorgänge sind miteinander gekoppelt und werden durch verschiedene Parameter wie z. B. die klimatischen Bedingungen, die Bodenbeschaffenheit und die physikalisch-chemischen Eigenschaften des Stoffes beeinflusst.
Er berechnet sich durch die Formel:
KOC = cBoden / cWasser